# Europawahl in Italien 1999
- Euro-Kommunisten (PRC): 6
- Sozialisten (DS, SDI): 17
- Grüne (FdV): 2
- Liberaldemokraten (Dem, PRI-FdL): 7
- Europäische Volkspartei (FI, PPI, CCD, CDU, UEUR, RI, PP, SVP): 34
- Gemischte Fraktion (LB, LN, FT): 12
- Nationalkonservative (AN-PS): 9

Die Europawahl in Italien 1999 fand am 13. Juni 1999 im Rahmen der EU-weiten Europawahl 1999 statt. In Italien wurden 87 der 626 Sitze im Europäischen Parlament vergeben. Besonders war, dass das Bündnis aus Patto Segni und Alleanza Nazionale sich an die Republikanische Partei und I Democratici sich an die Demokratische Partei aus den Vereinigten Staaten anlehnten. Die Radikalen konnten 8,5 % ihr mit Abstand bestes Ergebnis einfahren.

## Wahlsystem

Die fünf Wahlkreise Italiens

Das Land war in fünf Wahlkreise aufgeteilt: Italia nord-occidentale (Nordwestitalien: Piemont, Aostatal, Ligurien, Lombardei), Italia nord-orientale (Nordostitalien: Venetien, Trentino-Südtirol, Friaul-Julisch Venetien, Emilia-Romagna), Italia centrale (Mittelitalien: Toskana, Umbrien, Marken, Latium), Italia meridionale (Süditalien: Abruzzen, Molise, Kampanien, Apulien, Basilikata, Kalabrien) und Italia insulare (Inseln: Sizilien, Sardinien). Die Verteilung der Sitze erfolgte zuerst landesweit, dann pro Parteiliste nach den Wahlkreisen. Innerhalb der Listen gingen die Mandate an die Kandidaten mit den meisten Stimmen.

## Ergebnis
| Listen            | Listen                                                               | Stimmen    | %    | +/-   | Mandate | +/- |
| ----------------- | -------------------------------------------------------------------- | ---------- | ---- | ----- | ------- | --- |
|                   | Forza Italia (FI)                                                    | 7.813.948  | 25,2 | −5,46 | 22      | −5  |
|                   | Democratici di Sinistra (DS)                                         | 5.387.729  | 17,3 | −1,72 | 15      | −1  |
|                   | Alleanza Nazionale – Patto Segni (AN–PS)                             | 3.194.661  | 10,3 | −5,43 | 9       | −5  |
|                   | Lista Emma Bonino (LB)                                               | 2.625.881  | 8,5  | +6,32 | 8       | +6  |
|                   | I Democratici (DEM)                                                  | 2.402.435  | 7,7  | +6,62 | 6       | +5  |
|                   | Lega Nord (LN)                                                       | 1.391.595  | 4,5  | −2,08 | 4       | −2  |
|                   | Partito della Rifondazione Comunista (PRC)                           | 1.327.327  | 4,3  | −1,81 | 4       | −1  |
|                   | Partito Popolare Italiano (PPI)                                      | 1.316.830  | 4,2  | −5,56 | 4       | −4  |
|                   | Centro Cristiano Democratico (CCD)                                   | 805.320    | 2,6  | Neu   | 2       | Neu |
|                   | Socialisti Democratici Italiani (SDI)                                | 670.957    | 2,2  | −0,37 | 2       | −1  |
|                   | Cristiani Democratici Uniti (CDU)                                    | 669.919    | 2,2  | Neu   | 2       | Neu |
|                   | Partito dei Comunisti Italiani (PdCI)                                | 622.261    | 2,0  | Neu   | 2       | Neu |
|                   | Federazione dei Verdi (FdV)                                          | 548.987    | 1,8  | −1,44 | 2       | −1  |
|                   | Unione Democratici per l’Europa (UDEUR)                              | 498.742    | 1,6  | Neu   | 1       | Neu |
|                   | Movimento Sociale Fiamma Tricolore (MSFT)                            | 496.030    | 1,6  | Neu   | 1       | Neu |
|                   | Rinnovamento Italiano (RI)                                           | 353.890    | 1,1  | Neu   | 1       | Neu |
|                   | Partito Pensionati (PP)                                              | 233.874    | 0,8  | Neu   | 1       | Neu |
|                   | Partito Repubblicano Italiano – Federazione dei Liberali (PRI – FdL) | 168.620    | 0,5  | −0,36 | 1       | ±0  |
|                   | Südtiroler Volkspartei (SVP)                                         | 156.005    | 0,5  | −0,12 | 1       | ±0  |
|                   | Liga Veneta Repubblica – UfS – FG – LE – UpR – NF                    | 117.979    | 0,4  | Neu   | –       | Neu |
|                   | Lega d’Azione Meridionale (LAM)                                      | 94.181     | 0,3  | Neu   | –       | Neu |
|                   | Lega delle Regioni – PSd’Az – Partito Consumatori Italiani           | 61.185     | 0,2  | Neu   | –       | Neu |
|                   | Partito Socialista (PS)                                              | 42.500     | 0,1  | Neu   | –       | Neu |
|                   | Federalismo                                                          | 40.970     | 0,1  | Neu   | –       | Neu |
|                   | Partito Umanista                                                     | 16.168     | 0,1  | Neu   | –       | Neu |
|                   | Cobas per l’Autorganizzazione                                        | 4.432      | 0,0  | Neu   | –       | Neu |
| Gesamt            | Gesamt                                                               | 31.062.426 | 100  |       | 87      | –   |
|                   |                                                                      |            |      |       |         |     |
| Ungültige Stimmen | Ungültige Stimmen                                                    | 3.296.913  | 9,6  | +1,9  |         |     |
| Wähler            | Wähler                                                               | 34.359.339 | 69,7 | –3,9  |         |     |
| Wahlberechtigte   | Wahlberechtigte                                                      | 49.278.309 |      |       |         |     |

## Fraktionen im Europäischen Parlament

### Nach Listen
| Liste/Partei | Liste/Partei                         | Liste/Partei                         | Liste/Partei                         | Mandate | Fraktion |
| ------------ | ------------------------------------ | ------------------------------------ | ------------------------------------ | ------- | -------- |
|              | Forza Italia                         | Forza Italia                         | Forza Italia                         | 22 / 88 | EVP-ED   |
|              | Democratici di Sinistra              | Democratici di Sinistra              | Democratici di Sinistra              | 15 / 88 | SOZ      |
|              | Alleanza Nazionale – Patto Segni     |                                      | Alleanza Nazionale                   | 8 / 88  | UEN      |
|              | Alleanza Nazionale – Patto Segni     | Patto Segni                          | 1 / 88                               | UEN     |          |
|              | Lista Emma Bonino                    | Lista Emma Bonino                    | Lista Emma Bonino                    | 8 / 88  | TDI      |
|              | I Democratici                        | I Democratici                        | I Democratici                        | 6 / 88  | ELDR     |
|              | Lega Nord                            | Lega Nord                            | Lega Nord                            | 4 / 88  | TDI      |
|              | Partito della Rifondazione Comunista | Partito della Rifondazione Comunista | Partito della Rifondazione Comunista | 4 / 88  | GUE/NGL  |
|              | Partito Popolare Italiano            | Partito Popolare Italiano            | Partito Popolare Italiano            | 4 / 88  | EVP-ED   |
|              | Centro Cristiano Democratico         | Centro Cristiano Democratico         | Centro Cristiano Democratico         | 2 / 88  | EVP-ED   |
|              | Socialisti Democratici Italiani      | Socialisti Democratici Italiani      | Socialisti Democratici Italiani      | 2 / 88  | SOZ      |
|              | Cristiani Democratici Uniti          | Cristiani Democratici Uniti          | Cristiani Democratici Uniti          | 2 / 88  | EVP-ED   |
|              | Partito dei Comunisti Italiani       | Partito dei Comunisti Italiani       | Partito dei Comunisti Italiani       | 2 / 88  | GUE/NGL  |
|              | Federazione dei Verdi                | Federazione dei Verdi                | Federazione dei Verdi                | 2 / 88  | G/EFA    |
|              | Unione Democratici per l’Europa      | Unione Democratici per l’Europa      | Unione Democratici per l’Europa      | 1 / 88  | EVP-ED   |
|              | Movimento Sociale Fiamma Tricolore   | Movimento Sociale Fiamma Tricolore   | Movimento Sociale Fiamma Tricolore   | 1 / 88  | TDI      |
|              | Rinnovamento Italiano                | Rinnovamento Italiano                | Rinnovamento Italiano                | 1 / 88  | EVP-ED   |
|              | Partito Pensionati                   | Partito Pensionati                   | Partito Pensionati                   | 1 / 88  | EVP-ED   |
|              | Partito Repubblicano Italiano        | Partito Repubblicano Italiano        | Partito Repubblicano Italiano        | 1 / 88  | ELDR     |
|              | Südtiroler Volkspartei               | Südtiroler Volkspartei               | Südtiroler Volkspartei               | 1 / 88  | EVP-ED   |